# 透克氏症
透克氏症（Turcot syndrome），是一種显性遺傳的遺傳性疾病，主要是具有家族遺傳性大腸息肉症的患者併發中樞神經系統的腫瘤的發生，通常表现為神經膠質瘤。最早的病例是由加拿大外科医生雅克·透克等人在1959年時所提出的，透克氏症一開始只被認為是嘉得氏症中的一種特殊病例，但是某些透克氏症患者身上並沒有帶有嘉得氏症的病徵，所以實際上為獨立的兩種病症。